# Susanne Regel
Susanne Regel   (Friburg de Brisgòvia, 9 de setembre de 1974) és una oboista alemanya que treballa com a solista i amb grups internacionals. Està especialitzada en oboè barroc, oboè clàssic i oboè romàntic. Regel també ensenya a diverses universitats d'Alemanya.

## Educació
Regel va començar a tocar instruments de vent fusta des de petit i va començar un estudi intensiu de la flauta dolça, l'oboè modern i també l'oboè històric quan estava a l'escola. El 1993, Regel va arribar a la semifinal del concurs internacional MAfestival Brugge (Musica Antiqua Bruges) a Bruges. Va ser la participant més jove del concurs. El 2001 va completar els seus estudis d'oboè històric amb Ku Ebbinge, i de flauta dolce amb Sebastien Marc al Conservatori Reial de l'Haia.

## Carrera
Regel ha realitzat més de 50 gravacions de ràdio, CD i DVD. Un èxit destacable és la seva participació en l'enregistrament complet de les cantates de Bach sota la direcció de JE Gardiner amb els English Baroque Solists l'any 2000.
El 1995 va ser nomenada oboè solista del conjunt internacionalment aclamat Musica Antiqua Köln sota la direcció de Reinhard Goebel.
Regel és solista i convidada habitual amb nombrosos conjunts internacionals que inclouen:
- Freiburger Barockorchester (Petra Müllejans, Gottfried von der Goltz), Alemanya
- Collegium 1704 (Vaclav Luks), República Txeca
- le cercle de l'Harmonie“(Jérémie Rhorer), França
- Concert Copenhaguen (Lars Ulrik Mortensen), Dinamarca
- Amsterdam Baroque Orchestra (Ton Koopman), Països Baixos
- Laura Soave (Sergio Azzolini), Itàlia

Regel ha participat en molts festivals internacionals, entre ells:
- Festival de Salzburg
- Festival de música antiga de Boston
- Festival Sansoucci
- Festival Internacional de Música Primavera de Praga
- Festival de Saintes
- Bachwoche Ansbach
- Festival Internacional de Handel de Göttingen

### Ensenyament
Regel ensenya l'oboè històric a la Hochschule für Musik de Karlsruhe, i a la “Staatliche Hochschule für Musik” de Trossingen. També imparteix classes magistrals internacionals a Essen, Minsk, Sant Petersburg, Los Angeles i Washington.